# Aplicações da eletricidade
Desde a sua introdução, a eletricidade tem ampliado seus campos de aplicação em muitos campos. A seguir detalham-se alguns de seus usos mais relevantes.
Também se aplica a indução electromagnética para a construção de motores movidos por energia eléctrica, que permitem o funcionamento de inumeráveis dispositivos.

## Motor elétrico

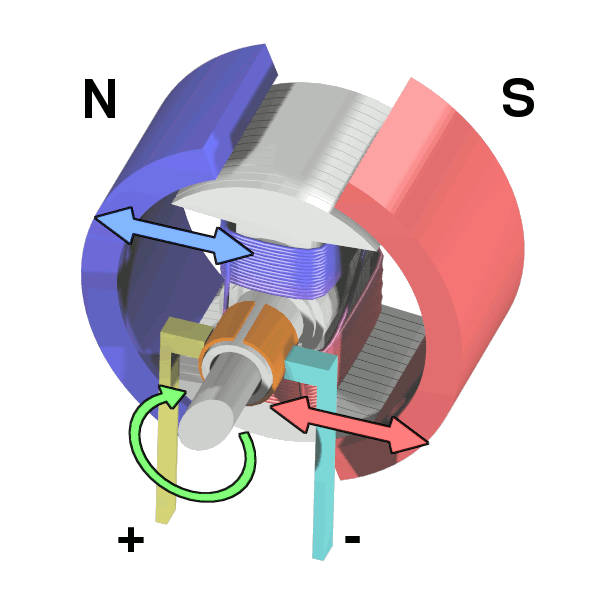
Esquema de um motor eléctrico.

Desde que Faraday descreveu o processo de indução e geração da corrente eléctrica, iniciaram-se experiências e projectos que culminaram com o invento e fabricação dos diferentes tipos de motores eléctricos que existem. O passo definitivo conseguiu-o o engenheiro Tesla que, em 1887, fabricou o primeiro motor assincrono trifásico de corrente alternada.

## Transformador

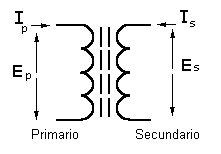
Representação esquemática do transformador.

A origem do transformador remonta-se a 1851, quando o físico alemão Heinrich Daniel Ruhmkorff desenhou o telefonema bobina de Ruhmkorff, precursora dos transformadores modernos. O transformador é uma máquina eléctrica carenciada de movimento que permite aumentar ou diminuir a voltagem ou tensão num circuito eléctrico de corrente alternada, mantendo a frequência e a potência com um alto rendimento. Os transformadores são dispositivos baseados no fenómeno da indução electromagnética e estão constituídos, em sua forma mais simples, por duas bobinas enroladas sobre um núcleo fechado de ferro doce ou ferro silício. As bobinas ou bobinas denominam-se primário e secundário, segundo correspondam à entrada ou saída do sistema em questão, respectivamente. O funcionamento produz-se quando se aplica uma força electromotriz alternada no enrolado primário, as variações de intensidade e sentido da corrente alternada criarão um campo magnético variável dependendo da frequência da corrente. Este campo magnético variável originará, por indução, o aparecimento de uma força electromotriz nos extremos do enrolado secundário. A relação teórica entre a força electromotriz indutora (Ep), a aplicada ao enrolado primário e a força electromotriz induzida (É), a obtida no secundário, é directamente proporcional ao número de espiras dos enrolados primário (Np) e secundário (Ns) .
A razão de transformação da voltagem entre o enrolado primário e o secundário depende por tanto do número de roletas que tenha a cada um. Se o número de voltas do secundário é o triplo do primário. No secundário terá o triplo de tensão.
Esta particularidade tem sua utilidade para o transporte de energia eléctrica a longa distância, ao poder efectuar-se o transporte a altas tensões e pequenas intensidades e por tanto com pequenas perdas. O transformador tem feito possível a distribuição de energia eléctrica a todos os lares, indústrias, etc. Se não fora pelo transformador teria que se encurtar a distância que separa aos geradores de electricidade dos consumidores. O transformador se encontra em muitos lugares, nos lustres de baixo consumo, carregadores de pilhas, veículos, em sotãos de edifícios, nas centrais hidroeléctricas e outros geradores de electricidade. Seu tamanho pode variar desde muito pequenos a enormes transformadores que podem pesar mais de 500 t.

## Máquinas frigoríficas e ar condicionado

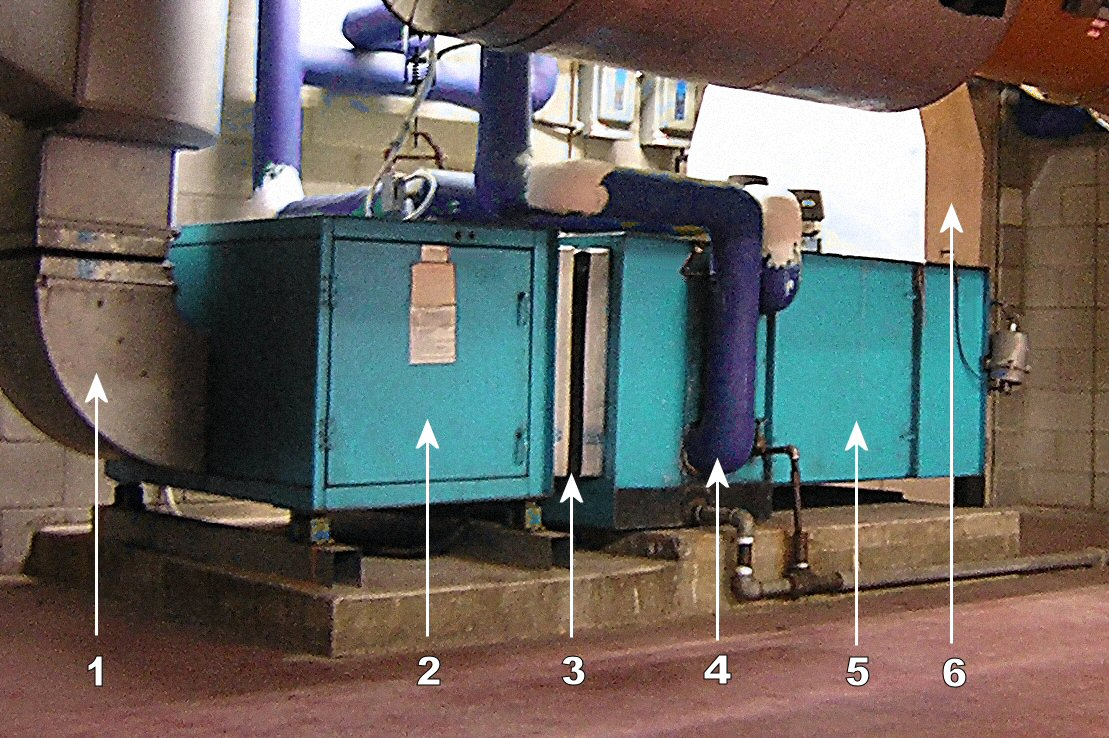
Máquina térmica de frio e calor.

A invenção das máquinas frigoríficas tem suposto um avanço importante em todos os aspectos relacionados com a conservação e trasfêgo de alimentos frescos que se precisam conservar frios para que tenham maior duração em seu estado natural, e em conseguir uma climatização adequada em moradias e locais públicos. As máquinas frigoríficas classificam-se em congeladoras e em refrigeradoras. As de uso industrial estão localizadas em empresas, barcos ou camiões que trabalham com alimentos congelados ou refrigerados; no âmbito doméstico utilizam-se máquinas conhecidas com o nome de frigorífico e congelador, bem como aparelhos de ar acondicionado que estão presente a muitas moradias variando em prestações e capacidade.
Em 1784 William Cullen constrói a primeira máquina para esfriar, mas até 1927 não se fabricam os primeiros refrigeradores domésticos (de General Electric). Quatro anos mais tarde, Thomas Midgley descobre o freon, que por suas propriedades tem sido desde então muito empregado como fluido de trabalho em máquinas de esfriamiento como equipas de ar acondicionado e refrigeradores, tanto a escala industrial como doméstica. No entanto, demonstrou-se que o freon e os compostos químicos similares a ele, também conhecidos como clorofluorocarbonos (CFC), são os principais causantes da destruição na capa de ozono, produzindo o buraco detectado na Antártida, pelo que em 1987 se assinou o Protocolo de Montreal para restringir o uso destes compostos. Na actualidade (2008) todas as máquinas frigoríficas utilizam gases refrigerantes que não prejudicam à capa de ozono.
Uma máquina frigorífica é um tipo de máquina térmica geradora que transforma algum tipo de energia, habitualmente mecânica, em energia térmica para obter e manter num recinto uma temperatura menor à temperatura exterior. A energia mecânica necessária pode ser obtida previamente a partir de outro tipo de energia, como a energia eléctrica mediante um motor eléctrico. Esta transferência realiza-se mediante um fluido refrigerante ou refrigerante, que em diferentes partes da máquina sofre transformações de pressão, temperatura e fase (líquida ou gasosa); e que é posto em contacto térmico com os recintos para absorver calor de umas zonas e o transferir a outras.
Uma máquina frigorífica deve conter no mínimo os quatro seguintes elementos:
- Compressor: é o elemento que fornece energia ao sistema. O refrigerante chega em estado gasoso ao compressor e aumenta sua pressão.
- Condensador: é um permutador de calor, no que se dissipa o calor absorvido no evaporador (mais adiante) e a energia do compressor. No condensador o refrigerante muda de fase passando de gás a líquido.
- Sistema de expansão: o refrigerante líquido entra no dispositivo de expansão onde reduz a sua pressão e esta a por sua vez reduz bruscamente a sua temperatura.
- Evaporador: o refrigerante a baixa temperatura e pressão passa pelo evaporador, que ao igual que o condensador é um permutador de temperatura, e absorve o calor do recinto onde está situado. O refrigerante líquido que entra ao evaporador se transforma em gás ao absorver o calor do recinto.

Tanto no evaporador como no condensador a transferência energética se realiza principalmente em forma de calor latente.

Diagrama do ciclo de uma bomba térmica simples: 1) condensador, 2) válvula de expansão, 3) evaporador, 4) compressor.

Desde o ponto de vista económico, o melhor ciclo de refrigeração é aquele que extrai a maior quantidade de calor (Q2) do foco frio (T2) com o menor trabalho (W). Por isso, se define a eficiência de uma máquina frigorífica como o cociente Q2/W:
Eficiência{\displaystyle ={\frac {Q2}{W}}={\frac {Q_{2}}{Q_{2}-Q_{1}}}}
- Q2: Representa o calor extraído da máquina frigorífica pelos serpentinas refrigerantes situados em seu interior (congelador).
- W: É o trabalho realizado pelo motor que acciona o compressor.
- Q1: É o calor cedido para as serpentinas (ou radiador) refrigerantes exteriores (na parte posterior do aparelho e que se elimina ao ambiente por uma circulação de ar (natural ou forçada com auxílio de um ventilador, caso dos aparelhos de ar refrigerado).

A máquina frigorífica pode-se utilizar como esquentador (se veja Ciclo de Carnot). Para isso, basta com fazer que o foco quente seja a habitação, T1, e o frio o exterior. É o princípio de funcionamento da bomba de calor, que é mais vantajosa de utilizar que uma caldeira por resistência eléctrica. Esta dupla função de produzir frio e calor utiliza-se nas equipas modernas de ar acondicionado que se instalam nas moradias.
O engenheiro francês Nicolas Leonard Sadi Carnot foi o primeiro que abordou o problema do rendimento de um motor térmico.

## Electroimanes
Um electroiman é um tipo de íman no que o campo magnético se produz mediante o fluxo de uma corrente eléctrica, desaparecendo assim que cessa dita corrente. Foi inventado pelo electricista britânico William Sturgeon em 1825. Sturgeon podia regular seu electroiman, o que supôs o princípio do uso da energia eléctrica em máquinas úteis e controlavéis, estabelecendo os alicerces para as comunicações electrónicas a grande escala.
O tipo mais simples de electroiman é um troço de cabo enrolado. Uma bobina com forma de cano recto (parecido a um parafuso) chama-se solenoide, e quando ademais se curva de forma que os extremos coincidam se denomina toroide. Podem produzir-se campos magnéticos bem mais fortes se situa-se um «núcleo» de material paramagnético ou ferromagnético (normalmente ferro doce) dentro da bobina. O núcleo concentra o campo magnético, que pode então ser bem mais forte que o da própria bobina.
A principal vantagem de um eletroiman sobre um íman permanente é que o campo magnético pode ser rapidamente manipulado numa ampla faixa controlando a quantidade de corrente eléctrica. No entanto, precisa-se uma fonte contínua de energia eléctrica para manter o campo. Em aplicativos onde não se precisa um campo magnético variável, os ímanes permanentes costumam ser superiores. Adicionalmente, estes podem ser fabricados para produzir campos magnéticos mais fortes que os electroímanes de tamanho similar.[citar requerida]
Os electroímanes usam-se em muitas situações nas que se precisa um campo magnético variável rápida ou facilmente. Muitas destes aplicativos implicam a defleção de fases de partículas carregadas, como nos casos do cano de raios catódicos e o espectrómetro de massa.
Os electroímanes são os componentes essenciais de muitos interruptores, sendo usados nos travões e embraiagens electromagnéticos dos automóveis. Em alguns eléctricos, os travões electromagnéticos aderem-se directamente às guias. Usam-se electroímanes muito potentes em gruas para levantar pesados blocos de ferro e aço, bem como contentores, e para separar magneticamente metais em sucatas e centros de reciclagem. Os comboios de levitação magnética empregam poderosos electroímanes para flutuar sem tocar a pista e assim poder ir a grandes velocidades. Alguns comboios usam forças atraentes, enquanto outros empregam forças repulsivas.
Os electroímanes usam-se nos motores eléctricos rotatórios para produzir um campo magnético rotatório e nos motores lineares para produzir um campo magnético itinerante que impulsione a armadura. Ainda que a prata é o melhor condutor da electricidade, o cobre é o material usado mais com frequência devido a seu baixo custo. Às vezes emprega-se alumínio para reduzir o peso.
Calcular a força sobre materiais ferromagnéticos é, em general, bastante complexo. Isto se deve às linhas de campo de contorno e às complexas geometrias. Pode simular-se usando análise de elementos finitos. No entanto, é possível estimar a força máxima baixo condições específicas. Se o campo magnético está confinado dentro de um material de alta permeabilidade, como é o caso de certas ligas de aço, a força máxima vem dada por:
onde:
- F é a força em newtons;
- B é o campo magnético em teslas;
- A é o área das caras dos pólos em m²;
- é a permeabilidade do espaço livre.{\displaystyle \mu _{o}}[3]

## Electroquímica
O área da química que estuda a conversão entre a energia eléctrica e a energia química é a electroquímica. Os processos electroquímicos são reacções redox em onde a energia libertada por uma reacção espontânea se transforma em electricidade, ou a electricidade se utiliza para induzir uma reacção química não espontânea. A este último processo conhece-se-lhe como electrólise.

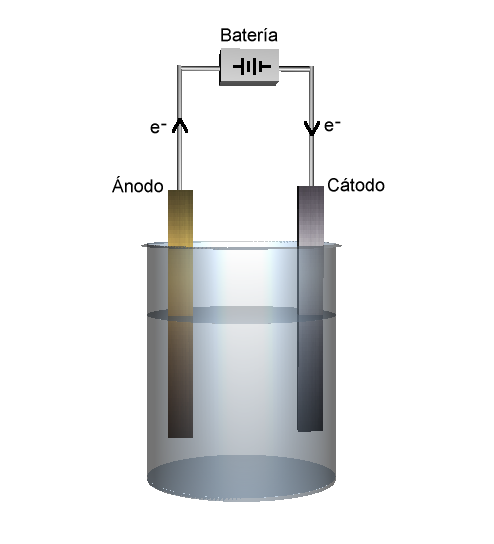
Diagrama simplificado do processo de electrólise.

A palavra electrólise procede de dois radicais: electro que faz referência a electricidade, e lise, que quer dizer ruptura. A electrólise consiste na descomposição mediante uma corrente eléctrica de substâncias ionizadas denominadas electrólitos. Por exemplo, na electrólise da água desprendem-se oxigénio (Ou2) e hidrogênio (H2).
As reacções químicas dão-se na interfase de um condutor eléctrico (chamado eléctrodo, que pode ser um metal ou um semicondutor) e um condutor iónico (o electrólito) podendo ser uma dissolução e em alguns casos especiais, um sólido. Se uma reacção química é conduzida mediante uma voltagem aplicada externamente, faz-se referência a uma electrólise, em mudança, se a voltagem ou queda de potencial eléctrico, é criado como consequência da reacção química , se conhece como um "acumulador de energia eléctrica", também chamado bateria ou cela galvánica.
No final do século XVIII (Ilustração), o anatomista e médico italiano Luigi Galvani marcou o nascimento da electroquímica de forma científica ao descobrir que ao passar electricidade pelas ancas de uma cabra morta estas se contraíam, e ao tocar ambos extremos dos nervos empregando o mesmo escalpelo mas descarregado não sucedia nada. Posteriormente, a fabricação da primeira bateria da época moderna foi realizada por Alessandro Volta. Para o meio do século XIX, a renderização e estudo da electroquímica viram-se aclarados por Michael Faraday (leis da electrólise) e John Daniell (pilha dependente só de iões metálicos zinco-cobre). A partir do século XX, a electroquímica permitiu a descoberta da carga do eletrão por Millikan, e o estabelecimento da moderna teoria de ácidos e bases de Brønsted. Ditas contribuições têm permitido que na actualidade (2008) a electroquímica se acerque a temas tão diversos que vão desde a electroquímica quântica de Revaz Dogonadze ou Rudolph A. Marcus, até as celas fotovoltaícas e a quimioluminiscência.

## Eletroválvulas

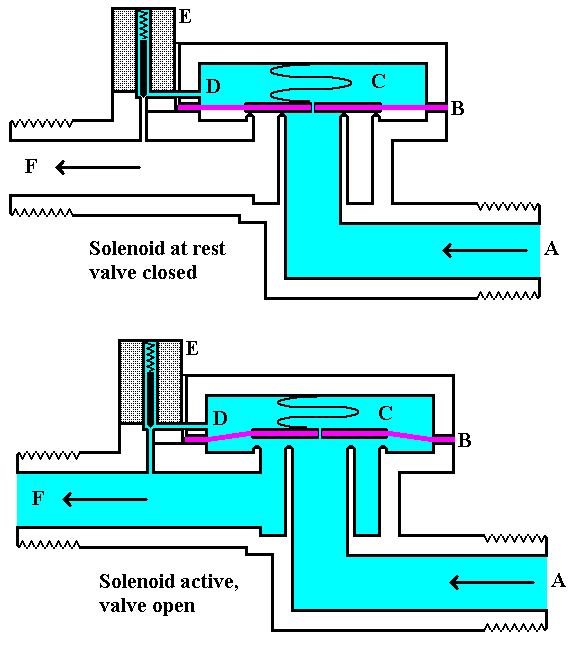
A- Entrada
B- Diafragma
C- Câmara de pressão
D- Conduto de casca de pressão
E- Solenoide
F- Saído.

Uma eletroválvula é um dispositivo desenhado para controlar o fluxo de um fluido através de um conduto como pode ser um encanamento. É de uso muito comum nos circuitos hidráulicos e pneus de maquinaria e instalações industriais.
Uma eletroválvula tem duas partes fundamentais: o solenoide e a válvula. O solenoide converte energia eléctrica em energia mecânica para actuar a válvula.
Existem vários tipos de eletroválvulas. Em algumas eletroválvulas o solenoide actua directamente sobre a válvula proporcionando toda a energia necessária para seu movimento. É corrente que a válvula se mantenha fechada pela acção de um berço e que o solenoide a abra vencendo a força do berço.
Também é possível construir eletroválvulas biestavéis que usam um solenoide para abrir a válvula e outro para fechar ou bem um sozinho solenoide que abre com um impulso e fecha com o seguinte.
As eletroválvulas podem ser fechadas em repouso ou normalmente fechadas o qual quer dizer que quando falha a alimentação eléctrica ficam fechadas ou bem podem ser do tipo abertas em repouso ou normalmente abertas que ficam abertas quando não há alimentação.
Há eletroválvulas que em lugar de abrir e fechar o que fazem é bifurcar ou repartir a entrada entre duas saídas. Este tipo de eletroválvulas com frequência usam-se nos sistemas de calefacção por zonas, o que permite aquecer várias zonas de forma independente utilizando uma sozinha bomba de circulação.
Em outro tipo de eletroválvula o solenoide não controla a válvula directamente sina que o solenoide controla uma válvula piloto secundária e a energia para a actuação da válvula principal a fornece a pressão do próprio fluido.

## Iluminação e redes públicas

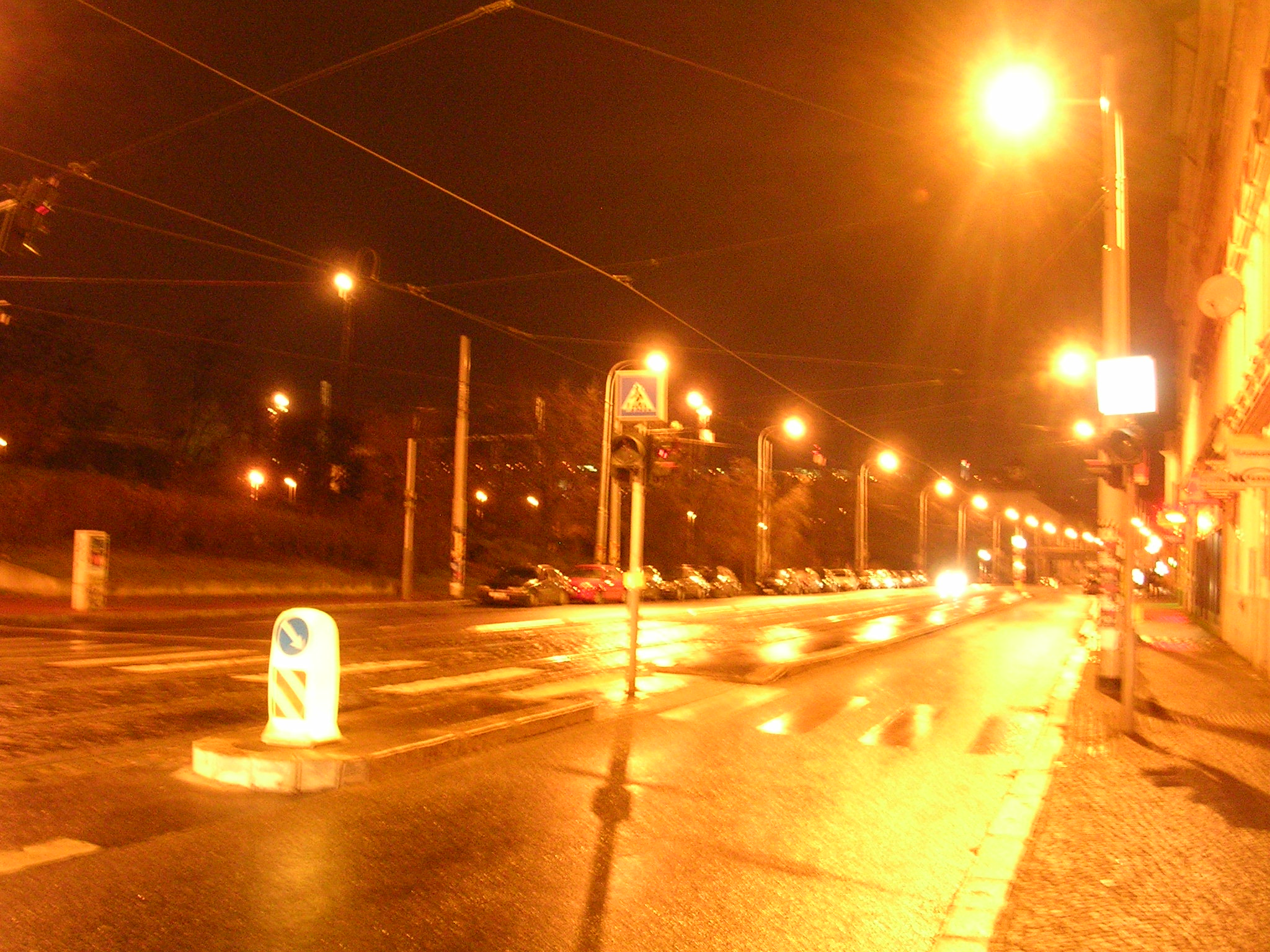
Iluminação pública de vias públicas.

A iluminação ou iluminação pública é a ação ou efeito de alumiar usando electricidade, vias públicas, monumentos, autoestradas, aeroportos, recintos desportivos, etc., bem como a iluminação das moradias e especialmente a dos lugares de trabalho quando as condições de luz natural não proporcionam a visibilidade adequada.
Na técnica refere-se ao conjunto de lustres, lampâdas incandescentes, focos, canos fluorecentes, entre outros, que se instalam para produzir a iluminação requerida, tanto a níveis práticos como decorativos. Com a iluminação pretende-se, em primeiro lugar conseguir um nível de iluminação, ou iluminância, adequado ao uso que se quer dar ao espaço alumiado, cujo nível dependerá da tarefa que os utentes tenham de realizar.
A iluminação nos centros de trabalho deve prevenir que se produza fadiga visual, que se ocasiona se os lugares de trabalho e as vias de circulação não dispõem de suficiente iluminação, já seja natural ou artificial, adequada e suficiente durante a noite e quando não seja suficiente a luz natural.
Os locais, os lugares de trabalho e as vias de circulação nos que os trabalhadores estejam particularmente expostos a riscos em caso de avaria da iluminação artificial devem contar com uma iluminação de segurança de intensidade e duração suficiente. A iluminação deficiente ocasiona fadiga visual nos olhos, prejudica o sistema nervoso, degrada a qualidade do trabalho e é responsável por uma boa parte dos acidentes de trabalho.
A fotometria é a ciência que se encarrega da medida da luz como o brilho percebido pelo olho humano. Isto é, estuda a capacidade que tem a radiação electromagnética de estimular o sistema visual. Neste âmbito a iluminância é a quantidade de fluxo luminoso emitido por uma fonte de luz que incide, atravessa ou emerge de uma superfície por unidade de área. Sua unidade de medida no Sistema Internacional de Unidades é o Lux: 1 Lux = 1 Lumen/m².
Em general, a iluminância define-se segundo a seguinte expressão:
onde:
- EV é a iluminância, medida em luxes.
- F é o fluxo luminoso, em lumens.
- dS é o elemento diferencial de área considerado, em metros quadrados.

A seguinte tabela recolhe as principais magnitudes fotométricas, sua unidade de medida e a magnitude radiométrica sócia:
| Magnitude fotométrica                 | Símbolo                              | Unidade         | Abreviatura | Magnitude radiométrica sócia        |
| Quantidade de luz ou energia luminosa | {\displaystyle \scriptstyle {Q_{v}}} | lumen•segundo   | lm•s        | Energia radiante                    |
| Fluxo luminoso ou potência luminosa   | {\displaystyle \scriptstyle {F}}     | lumen (= cd•sr) | lm          | Fluxo radiante ou potência radiante |
| Intensidade luminosa                  | {\displaystyle \scriptstyle {I_{v}}} | candela         | cd          | Intensidade radiante                |
| Luminância                            | {\displaystyle \scriptstyle {L_{v}}} | candela /metro2 | cd /m2      | Radiancia                           |
| Iluminância                           | {\displaystyle \scriptstyle {E_{v}}} | lux             | lx          | Irradiancia                         |
| Emitância luminosa                    | {\displaystyle \scriptstyle {M_{v}}} | lux             | lx          | Emitancia radiante                  |

A candela é uma unidade básica do SE. As restantes unidades fotométricas podem-se derivar de unidades básicas.

## Produção de calor

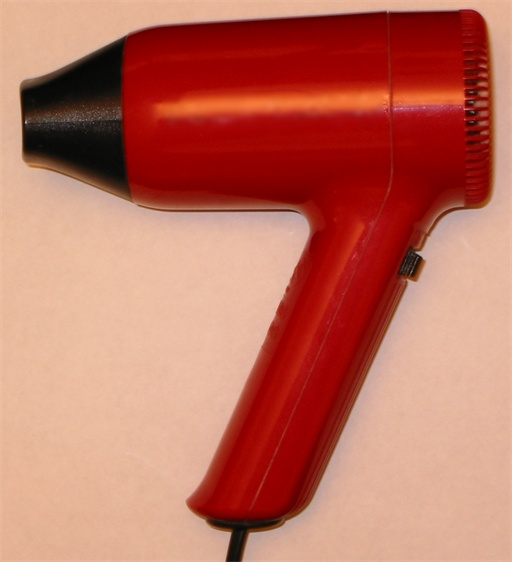
Um secador de cabelo é um exemplo doméstico do efeito Joule.

O físico britânico James Prescott Joule descobriu na década de 1860 que se num condutor circula corrente eléctrica, parte da energia cinética dos elétrões se transforma em calor devido ao choque que sofrem com as moléculas do condutor pelo que circulam, elevando a temperatura do mesmo. Este efeito é conhecido como efeito Joule em honra a sua descobridor. Este efeito foi definido da seguinte maneira: "A quantidade de energia calorífica produzida por uma corrente eléctrica, depende directamente do quadrado da intensidade da corrente, do tempo que esta circula pelo condutor e da resistência que opõe o mesmo ao passo da corrente". Matematicamente expressa-se como
onde
Q é a energia calorífica produzida pela corrente;
I é a intensidade da corrente que circula e se mede em ampêres;
R é a resistência eléctrica do condutor e mede-se em ohmios;
t é a tempo o qual se mede em segundos.
Assim, a potência dissipada por efeito Joule será:
onde V é a diferença de potencial entre os extremos do condutor.
Microscopicamente o efeito Joule calcula-se através da integral de volume do campo eléctrico  pela densidade de corrente :{\displaystyle {\vec {E}}}{\displaystyle {\vec {J}}}
{\displaystyle P=\int \!\!\!\int \!\!\!\int _{V}{\vec {J}}\cdot {\vec {E}}dV\,}
A resistência é o componente que transforma a energia eléctrica em energia calorífica. Neste efeito baseia-se o funcionamento dos diferentes electrodomésticos que aproveitam o calor em suas prestações —braseiros, tostadoras, secadores de cabelo, caldeiras, etc.— e alguns aparelhos empregados industrialmente —soldadores, fornos industriais, etc.— nos que o efeito útil procurado é, precisamente, o calor que desprende o condutor pela passagem da corrente. No entanto, na maioria dos aplicativos da electricidade é um efeito indesejado e a razão pela que os aparelhos eléctricos e electrónicos precisam um ventilador que dissipe o calor gerado e evite o aquecimento excessivo dos diferentes dispositivos.

## Robótica e máquinas CNC
Uma das inovações mais importantes e trascendentais na produção de todo o tipo de objetos na segunda metade do século XX tem sido a incorporação de robôs, autômatas programavéis e máquinas guiadas por Controle numérico por computador (CNC) nas correntes e máquinas de produção, principalmente em tarefas relacionadas com a manipulação, trasfêga de objetos, processos de usinagem e solda. Estas inovações tecnológicas têm sido viáveis entre outras coisas pelo desenho e construção de novas gerações de motores eléctricos de corrente contínua controlados mediante sinais electrónicos primeiramente e saída e o giro que podem ter em ambos sentidos, bem como a variação de sua velocidade, de acordo com as instruções contidas no programa de computador que os controla. Nestas máquinas utilizam-se três tipos de motores eléctricos: motores passo a passo, servomotores ou motores encoder, e motores lineares.
A robótica é um ramo da tecnologia que estuda o desenho e construção de máquinas capazes de desempenhar tarefas repetitivas, tarefas nas que se precisa uma alta precisão, tarefas perigosas para o ser humano ou tarefas irrealizavéis sem intervenção de uma máquina. As ciências e tecnologias nas que se baseia são, entre outras, a álgebra, os autômatas programavéis, as máquinas de estados, a mecânica, a electrônica e a informática.
Um robô define-se como uma entidade feita pelo homem e uma conexão de retro-alimentação inteligente entre o sentido e a acção directa baixo o controle de um computador previamente programado com as tarefas que tem que realizar. As acções deste tipo de robôs são geralmente levadas a cabo por motores ou actuadores que movem extremidades ou impulsionam ao robô. Para 1942, Isaac Asimov dá uma versão humanizada através de sua conhecida série de relatos, nos que introduz pela primeira vez o termo robótica com o sentido de disciplina científica encarregada de construir e programar robôs. Ademais, este autor propõe que as acções que desenvolve um robô devem ser dirigidas por uma série de regras morais, chamadas as Três leis da robótica.
Os robôs são usados hoje em dia (2008) para levar a cabo tarefas sujas, perigosas, difíceis, repetitivas ou embotadas para os humanos. Isto usualmente toma a forma de um robô industrial usado nas linhas de produção. Outros aplicativos incluem limpeza de resíduos tóxicos, exploração espacial, mineração, busca e resgate de pessoas e localização de minas terrestres. A manufatura continua sendo o principal mercado onde os robôs são utilizados. Em particular, os robôs articulados (similares em capacidade de movimento a um braço humano) são os mais usados comumente. Os aplicativos incluem soldado, pintado e ónus de maquinaria. A indústria automotriz tem tomado grande vantagem desta nova tecnologia onde os robôs têm sido programados para substituir o trabalho dos humanos em muitas tarefas repetitivas. Recentemente, conseguiu-se um grande avanço nos robôs dedicados à medicina que utiliza robôs de última geração em procedimentos de cirurgia invasiva mínima. A automação de laboratórios também é um área em crescimento. Os robôs seguem a redução do preço e tamanho, graças à miniaturização dos componentes electrónicos que se utilizam para os controlar. Também, muitos robôs são desenhados em simuladores muito dantes de que sejam construídos e interatuem com ambientes físicos reais.

## Sinais luminosos
Denomina-se sinalização de segurança ao conjunto de sinais que, referido a um objeto, actividade ou situação determinada, proporcione uma indicação ou uma obrigação relativa à segurança ou a saúde no trabalho mediante um sinal em forma de painel, uma cor, um sinal luminoso ou acústica, uma comunicação verbal ou um sinal gestual, segundo proceda.
Há dois tipos de sinais luminosos: as que actuam de forma intermitente e as que actuam de forma continuada. Os sinais luminosos têm o seguinte código de cores:
- Vermelho: condições anormais que precisam de uma acção imediata do funcionário.
- Âmbar: atenção ou advertência.
- Verde: máquina disposta.
- Branco: circuito em tensão. Condições normais.
- Azul: qualquer significado não previsto pelas cores anteriores

Quando se utilize um sinal luminoso intermitente, a duração e frequência dos intervalos deverão permitir a correcta identificação da mensagem, evitando que possa ser percebida como contínua ou confundida com outros sinais luminosos.

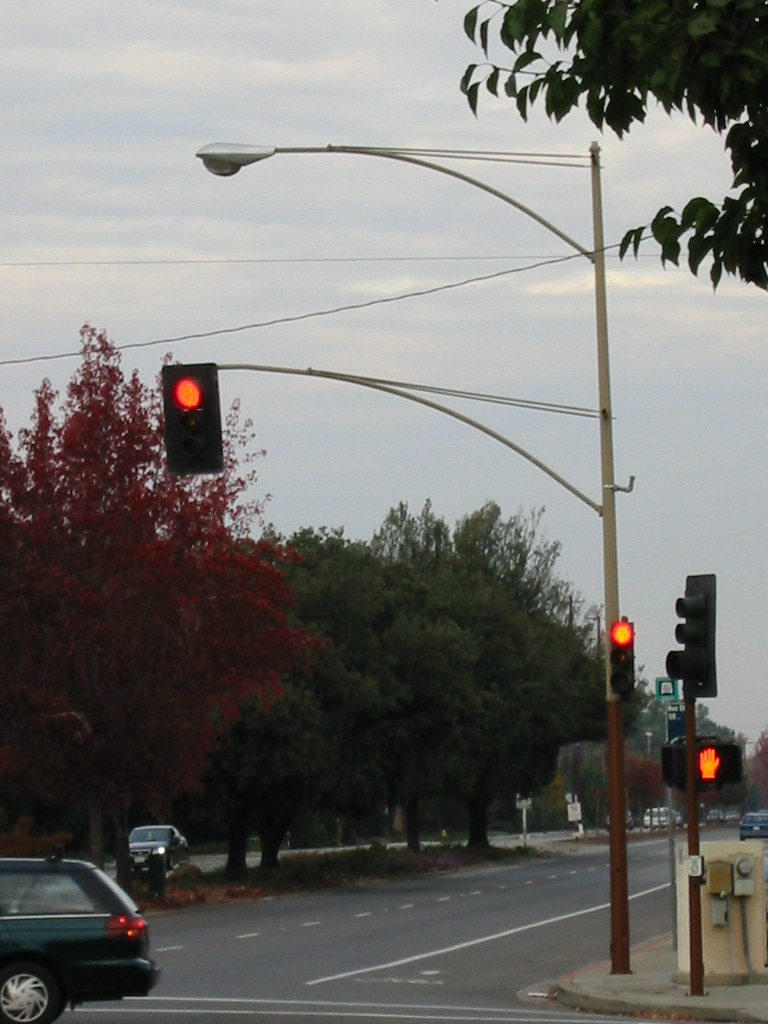
Semáforo em via pública.

Um semáforo é um dispositivo eléctrico que regula o tráfico de veículos e peões nas interseções de vias urbanas que suportem muito tráfico. Também se utilizam semáforos nas vias de comboios para regular o tráfico de grupos de veículos pelas vias. O tipo mais frequente tem três luzes de cores:
- Verde, para avançar
- Vermelho, para deter-se
- Amarelo ou âmbar, como passo intermediário do verde a vermelho, ou precaução se está intermitente.

Foi em 1914 quando se instalou o primeiro semáforo eléctrico, em Cleveland (Estados Unidos). Contava com luzes vermelhas e verdes, colocadas sobre uns suportes com forma de braço e ademais incorporava um emissor de zumbidos.
Os semáforos têm ido evoluindo com o passo do tempo e actualmente (2008) estão a utilizar-se lustres a LED para a senalização luminosa, já que os lustres de LED utilizam só 10% da energia consumida pelos lustres incandescentes, têm uma vida estimada 50 vezes superior, e por tanto geram importantes poupanças de energia e de manutenção, satisfazendo o objectivo de conseguir uma maior confiabilidade e segurança pública.
A óptica de LED está composta por uma placa de circuito impresso, policarbonato de protecção, bucha roscante E-27, todos estes elementos integrados sobre um suporte cônico.

## Uso doméstico

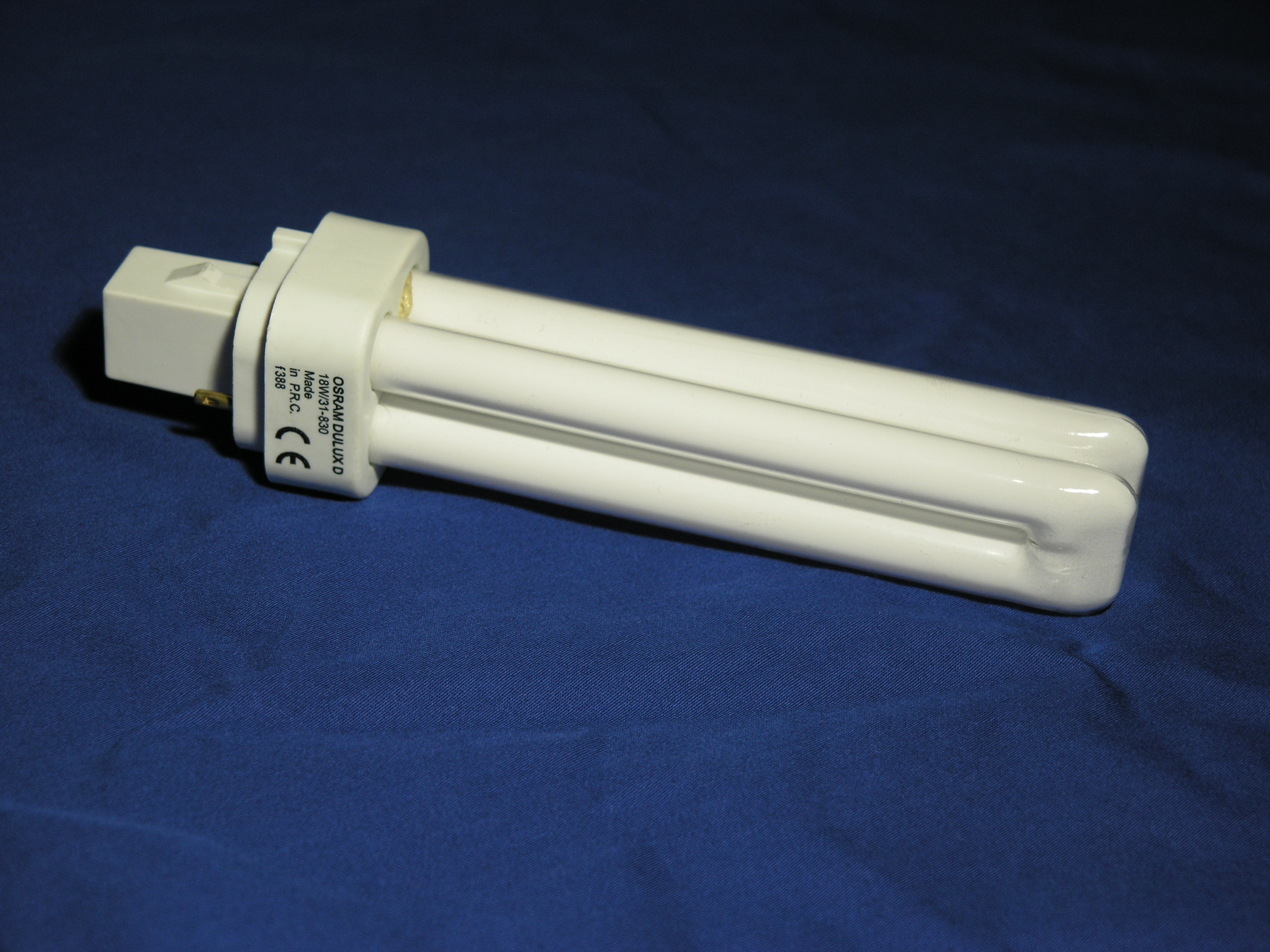
O emprego de lampedas de baixo consumo supõe uma poupança de até um 80% de energia com respeito às convencionais.

O uso doméstico da electricidade refere-se a seu emprego nos lares. Os principais usos são iluminação, electrodomésticos, calefacção e ar condicionado. Está a pesquisar-se em produzir aparelhos eléctricos que tenham a maior eficiência energética possível, bem como é necessário melhorar o condicionamiento dos lares quanto o isolamento do exterior para diminuir o consumo de electricidade no uso da calefacção ou do ar acondicionado, que são os aparelhos de maior consumo eléctrico.
Denominam-se electrodomésticos a todas as máquinas ou aparelhos eléctricos que realizam tarefas domésticas rotineiras, como podem ser cozinhar, conservar os alimentos ou limpar, tanto para um lar como para instituições, comércios ou indústrias. Os electrodomésticos classificam-se comercialmente em três grupos:
- A linha castanha faz referência ao conjunto de electrodomésticos de vídeo e áudio, tais como televisores, reprodutores de música, home cinema, etc.
- A linha branca refere-se aos principais electrodomésticos vinculados à cozinha e limpeza do lar, tais como cozinha, forno, lavadora, frigorífico, lavalouças, congelador, ar condicionado, secadora, etc.
- Os pequenos electrodomésticos são aparelhos eléctricos pequenos que se utilizam para muitas tarefas diferentes como os ferros, aspiradores, estufas, ventiladores, microondas, cafeteiras, batedeiras, fritadeiras ou depiladoras.

Nos países da União Europeia os fabricantes de electrodomésticos estão obrigados a etiquetar seus produtos com o telefonema etiqueta energética, com o fim de contribuir à poupança energética e à preservação do meio ambiente.
A etiqueta energética é uma ferramenta informativa que indica a quantidade de energia que consome um electrodoméstico e a eficiência com que utiliza essa energia, além de outros dados complementares do aparelho. Existem sete classes de etiquetas energéticas que se qualificam, em função dos consumos eléctricos, em diferentes cores e com letras da cartilha da A (mais eficiente) até o G (menos eficiente). Desta maneira, os utentes podem valorizar e comparar no mesmo momento de compra-a o rendimento energético dos diferentes modelos de um mesmo tipo de electrodoméstico. As comparações unicamente podem-se fazer entre electrodomésticos do mesmo tipo. Por exemplo, não é comparável o consumo eléctrico de uma lavadora de classe A com o de um lavalouças da mesma classe, mas sim com o de outra lavadora de classe C.
A etiqueta tem que estar sempre visível no aparelho exposto. Nos casos de vendas por catálogo, por Internet ou por qualquer outro médio onde o consumidor não possa ver os aparelhos pessoalmente também se têm que incluir as prestações energéticas descritas na etiqueta.
Os electrodomésticos que, segundo o regulamento da União Europeia, devem levar obrigatoriamente etiqueta energética são os seguintes: frigoríficos, congeladores e aparelhos combinados, lavadoras, secadoras e lava-secadoras, máquinas de lavar louças, fontes de luz, aparelhos de ar condicionado, fornos eléctricos, esquentadores de água e outros aparelhos que alojem água quente.

## Uso na indústria

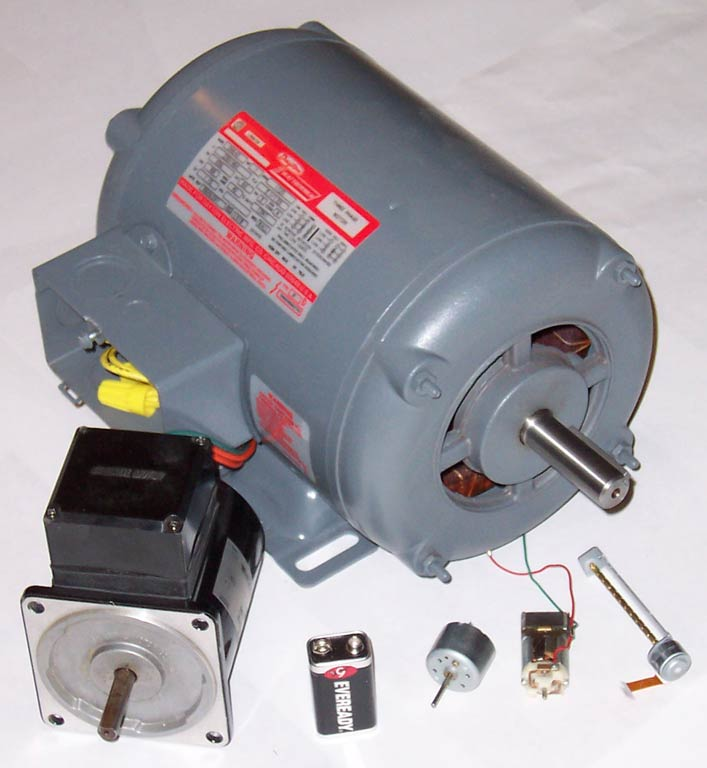
Diversos tipos de motores eléctricos.

Os principais consumidores de electricidade são as indústrias, destacando aquelas que têm em seus processos produtivos instalados grandes fornos eléctricos, tais como siderúrgicas, cimenteiras, cerâmicas e químicas. Também são grandes consumidores os processos de electrólise (produção de cloro e alumínio) e as plantas de desalização de água de mar.
Em alguns países, por exemplo Espanha, existem uns contratos de fornecimento especiais com estes grandes consumidores de electricidade aos que se lhes concede uma tarifa muito baixa a mudança da possibilidade de lhes cortar o fornecimento eléctrico (o que lhes obriga a um desemprego técnico), quando as previsões meteorológicas prevêem ondas de calor ou de frio intenso, para evitar a saturação do fornecimento por causa do alto consumo doméstico de ar acondicionado ou calefacção. Estes grandes consumidores fazem também funcionar seus fornos mais potentes em horário nocturno quando a tarifa eléctrica é mais reduzida. No caso espanhol, o uso destas tarifas especiais poderia ser proibido pela Comissão Européia ao considerá-las incentivos injustos a costa dos demais utentes de electricidade.
As indústrias também consomem electricidade para fornecer iluminação eléctrica quando não é possível a iluminação natural, a fim de prevenir que se produza fadiga visual nos trabalhadores, que se ocasiona se os lugares de trabalho e as vias de circulação não dispõem de suficiente iluminação, adequada e suficiente durante a noite.
Outro campo geral de consumo eléctrico nas empresas constitui-o o dedicado à activação das máquinas de climatização tanto de ar condicionado como de aquecimento. O consumo de electricidade deste capítulo pode ser muito elevado se as instalações não estão construídas de acordo com princípios ecológicos de poupança de energia.
Assim mesmo, é de uso industrial a electricidade que se emprega nos diferentes tipos de solda eléctrica, processos de electrólise, fornos eléctricos industriais utilizados em muitas tarefas diferentes, entre outros.
Um campo sensível do uso da electricidade nas empresas ou instituições constituem-no a alimentação permanente e a tensão constante que devem ter as instalações de computadores, porque um corte imprevisto de energia eléctrica pode danificar o trabalho que se realiza no momento do corte. Para evitar estes danos existem uns dispositivos de emergência que palían de forma momentânea a ausência de fornecimento eléctrico na rede.

## Uso no transporte

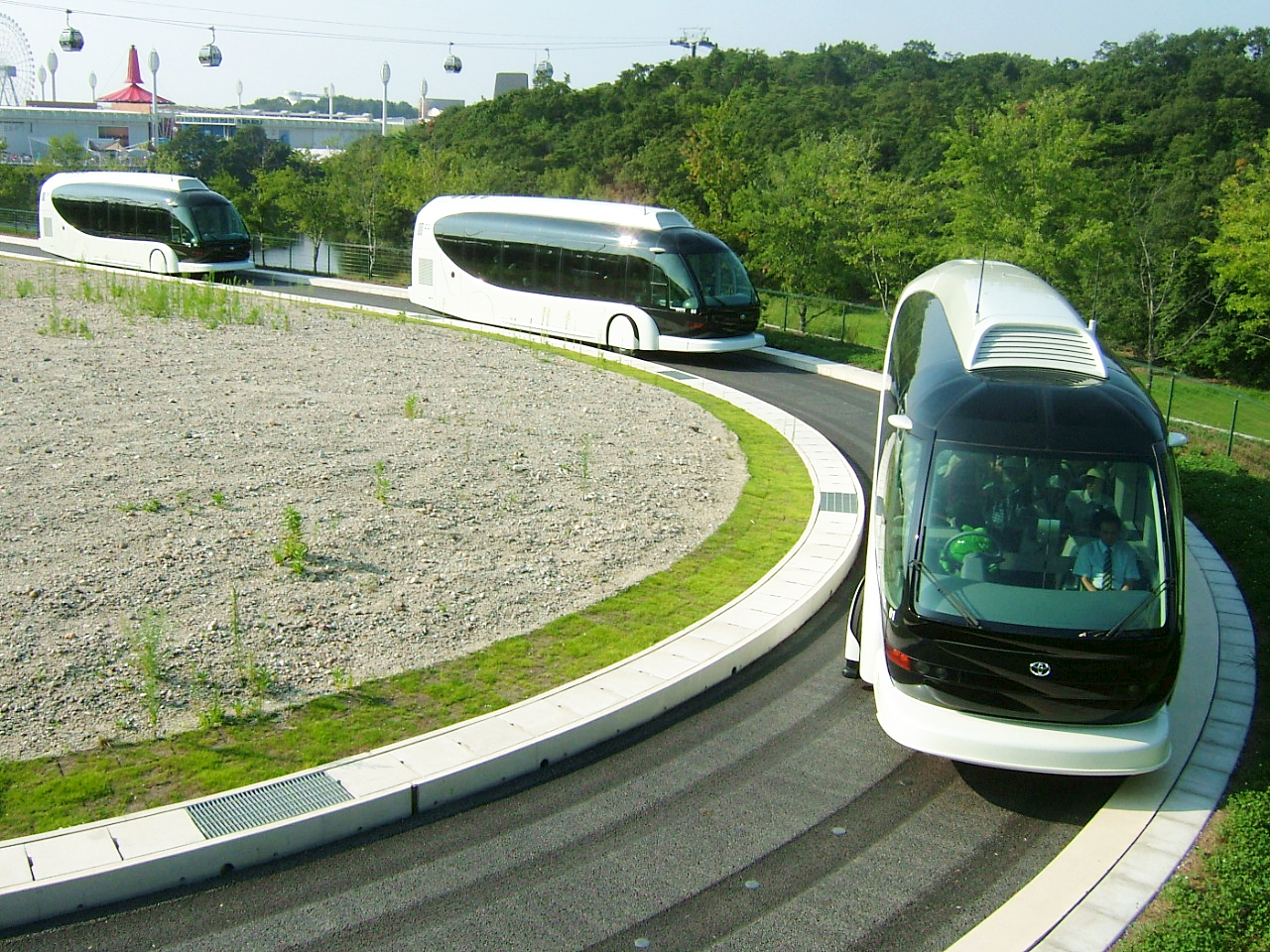
Veículos híbridos em Expo 2005.

A electricidade tem uma função determinante no funcionamento de todo o tipo de veículos que funcionam com motores de explosão. Para produzir a electricidade que precisam estes veículos para seu funcionamento levam incorporado um alternador pequeno que é impulsionado mediante uma transmissão por polia desde o eixo da cambota do motor. Ademais têm uma bateria que serve de reserva de electricidade para que seja possível o arranque do motor quando este se encontra parado, activando o motor de arranque. Os componentes eléctricos mais importantes de um veículo de transporte são os seguintes: alternador, bateria, equipa de iluminação, equipa de ignição, motor de arranque, equipa de sinalização e emergência, instrumentos de controle, entre outros.
A substituição dos motores de explosão por motores eléctricos é um tema ainda não resolvido, devido principalmente à escassa capacidade das baterias e à lentidão do processo de ónus bem como a sua autonomia limitada. Estão a realizar-se avanços no lançamento de automóveis híbridos com um duplo sistema de funcionamento: um motor de explosão térmico que carrega acumuladores e uns motores eléctricos que impulsionam a tracção nas rodas.
Um campo onde tem triunfado plenamente o aplicativo das máquinas eléctricas tem sido o referido ao funcionamento dos caminhos-de-ferro.

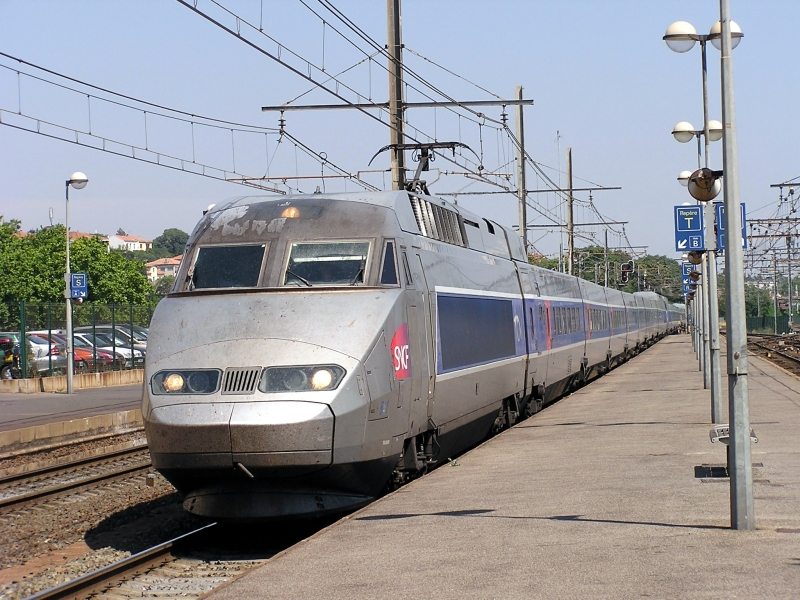
Comboio de alta velocidade.

O processo de electrificação desenvolveu-se em duas fases. A primeira foi a substituição das locomotivas que utilizavam carvão pelas locomotivas chamadas diesel que utilizavam gasóleo. As locomotivas diesel-eléctricas consistem basicamente em dois componentes, um motor diesel que move um gerador eléctrico, e vários motores eléctricos (conhecidos como motores de tracção) que comunicam às rodas a força tractiva que move à locomotiva. Os motores de tracção alimentam-se com corrente eléctrica e depois, por médio de engrenagens, movem as rodas.
A posta em serviço de locomotivas eléctricas directas constituiu um avanço tecnológico importante. As locomotivas eléctricas são aquelas que utilizam como fonte de energia a energia eléctrica proveniente de uma fonte externa, para a aplicar directamente a motores de tracção eléctricos. Estas locomotivas requerem a instalação de cabos de alimentação ao longo de todo o percurso, que se situam a uma altura acima dos comboios a fim de evitar acidentes. Esta instalação conhece-se como catenária. As locomotivas tomam a electricidade por um trole, que a maioria das vezes tem forma de pantógrafo e como tal se conhece. Nos anos 1980 integraram-se como propulsores de veículos eléctricos ferroviários os motores assíncronos, e apareceram os sistemas electrónicos de regulação de potência que deram o empurrão definitivo à eleição deste tipo de tracção pelas companhias ferroviárias. A meta dos comboios eléctricos constituem-no os chamados comboios de alta velocidade cujo desenvolvimento tem sido o seguinte:
- Em 1964 inaugurou-se o Shinkansen ou comboio bala japonês com motivo dos Jogos Olímpicos de Tokio, o primeiro comboio de alta velocidade em utilizar um traçado próprio,
- Em 1979 instalou-se em Hamburgo o primeiro comboio de levitação magnética para a Exposição Internacional do Transporte (IVA 79), desenvolvendo patentes anteriores. Teve provas posteriores de comboios similares em Inglaterra e actualmente operam comercialmente linhas em Japão e Chinesa. Combinam-se com o sistema de monocarril.
- Em 1981 inaugurou-se a primeira linha de Train à Grande Vitesse (Comboio de Grande Velocidade), conhecido como TGV, um tipo de comboio eléctrico de alta velocidade desenvolvido pela empresa francesa Alstom. O TGV é um dos comboios mais velozes do mundo, operando em alguns trechos a velocidades de até 320 km/h tendo o recorde de maior velocidade média num serviço de passageiros e o de maior velocidade em condições especiais de prova. Em 1990 atingiu a velocidade de 515,3 km/h, e no 2007 superou seu próprio registo ao chegar aos 574,8 km/h na linha Paris-Estrasburgo.

Apesar do desenvolvimento das locomotivas eléctricas directas, em amplas zonas do planeta seguem-se utilizando locomotivas diesel.

## Uso na medicina

Imagem radiológica em 3D.

O 8 de novembro de 1895, o físico alemão Wilhelm Conrad Röntgen descobriu que, quando os elétrons que se movem a elevada velocidade chocam com a matéria, dão lugar a uma forma de radiação altamente penetrante. A esta radiação denominou-se-lhe radiação X e sua descoberta é considerada como um dos mais extraordinários da ciência de sinalização e emergência, instrumentos de controle, entre outros.
Equiparam-se os salas de cirurgias e unidades de terapia intensiva (UTI) com equipas eletrônicas e informáticos de alta tecnologia. A radioterapia utiliza radiações ionizantes para tratar o cancro.
Recentemente, conseguiu-se um grande avanço nos robôs dedicados à medicina que utiliza robôs de última geração em procedimentos de cirurgia invasiva mínima. A automação de laboratórios também é um área em crescimento. Os robôs seguem abaratando-se e encolhendo-se em tamanho, graças à miniaturização dos componentes eletrônicos que se utilizam para os controlar. Também, muitos robôs são desenhados em simuladores muito dantes de que sejam construídos e interatuam com ambientes físicos reais.
Por último, a electricidade tem permitido melhorar os instrumentos e técnicas de análises clínico, por exemplo mediante microscópios electrônicos de grande resolução.

## Referencias
1. ↑  sc.ehu.es.
2. ↑  gocisa.es.
3. ↑  anser.com.ar.
4. ↑  fisiacanet.com.ar.
5. ↑  samson.de.
6. ↑  «Instrucción Técnica Complementaria para Baja Tensión: ITC-BT-28 Instalaciones en locales de pública concurrencia».
7. ↑  Físicanet.com.
8. ↑  Motores para máquinas CNC cnc-electronics.com (Inglés) [23-08-2008]
9. ↑  Canalda, José CarlosLeyes de la robótica ciencia-ficción.com [23-08-2008]
10. ↑  Señalización vial jfaltasescobar.gov.ar [23-08-2008]
11. ↑  WWF.
12. ↑  Tarifas eléctricas reducidas cincodías.com [24-08-2008]
13. ↑  INSHT Legislación.